# Kenneth Van Compernolle
Kenneth Van Compernolle (* 30. März 1988 in Beernem) ist ein belgischer Cyclocrossfahrer.
Kenneth Van Compernolle wurde 2006 in Tervuren belgischer Vizemeister im Cyclocross der Juniorenklasse. Seit 2007 fährt er für das belgische Continental Team Sunweb Pro Job. In seinem zweiten Jahr dort gewann er bei der U23-Europameisterschaft in Liévin die Bronzemedaille. Außerdem gewann er in der Cyclocross-Saison 2008/2009 die U23-Rennen beim Jaarmarktcross in Niel, beim Weltcup in Koksijde und beim Superprestige in Gieten.

## Erfolge
2008/2009
- Jaarmarktcross, Niel (U23)
- Weltcup, Koksijde (U23)
- Superprestige, Gieten (U23)

2010/2011
- National Trophy Round 6, Rutland

## Teams
- 2007 Sunweb Pro Job
- 2008 Sunweb Pro Job
- 2009 Sunweb Pro Job
- 2010 Sunweb-Revor
- 2015 Colba-Superano Ham
- 2016 Superano Ham-Isorex